# Carl Pflüger
Carl Pflüger (* 8. August 1905 in Ulm; † 16. April 1998 in Saulgau; eigentlich Karl Joseph Konrad Pflüger) war ein deutscher Maler, Zeichner und Grafiker.

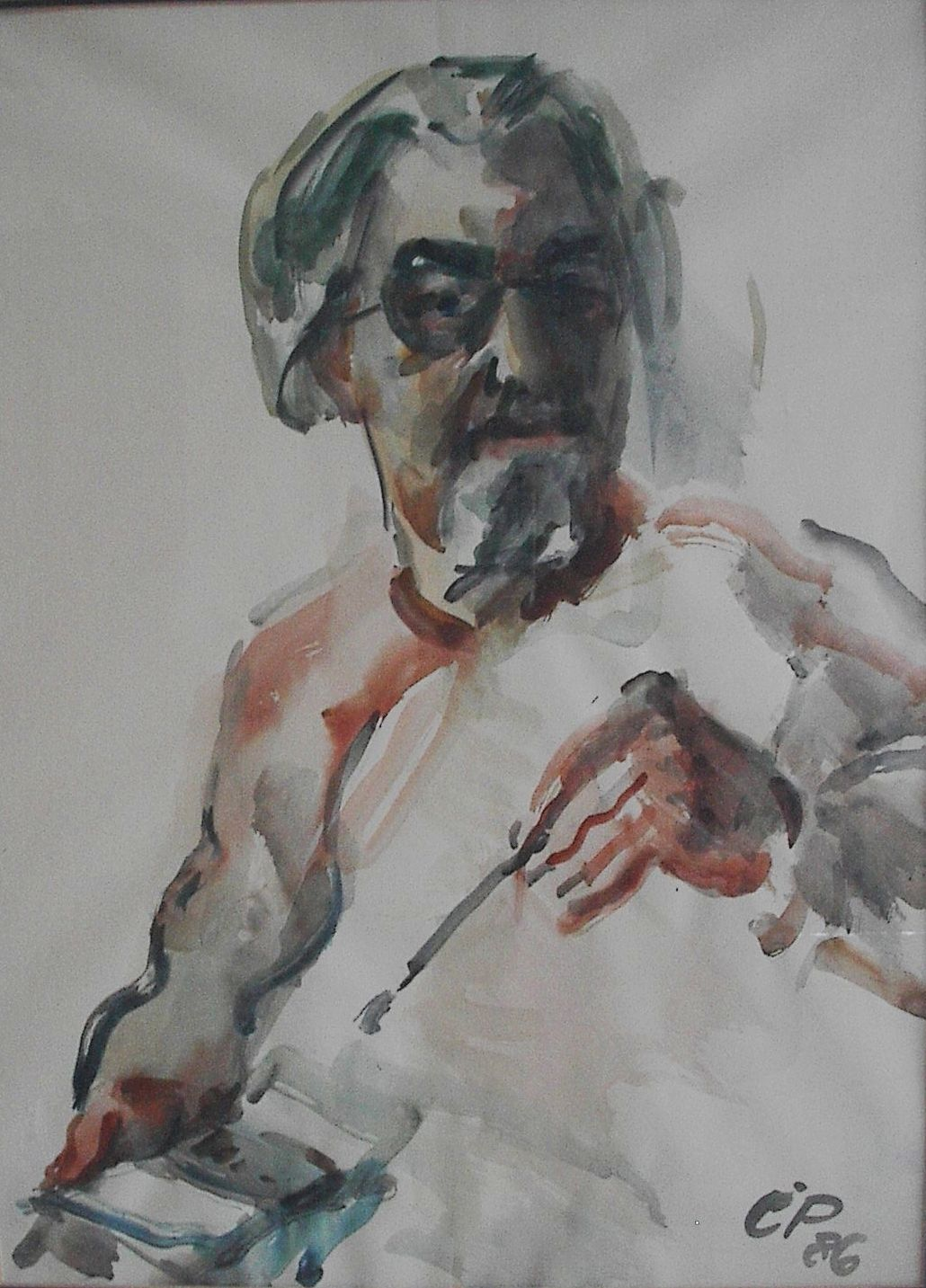
Carl Pflüger, Selbstbildnis

## Leben
Carl Pflüger wurde als jüngeres von zwei Kindern geboren. Nach dem Abitur 1924 begann er auf Wunsch der Eltern eine Banklehre, die er jedoch bald abbrach. Sein künstlerisches Talent wurde zuerst von seiner Schwester Maria entdeckt, die für ihn eine Bewerbungsmappe an der Kunstakademie Stuttgart vorlegte. Pflüger wurde angenommen und studierte bei Robert Breyer und Anton Kolig sowie in der Grafikklasse von Gottfried Graf. Zu seinen Kommilitonen gehörten unter anderem Wilhelm Geyer, Hans Gassebner, Manfred Henninger und Julius Herburger. Pflüger wurde Mitglied der Künstlergruppe Stuttgarter Neue Sezession und gehörte auch der Künstlergilde Ulm an. An sein Kunststudium hängte er noch zwei Semester Lehramt für Deutsch und Latein an.
Am 2. Mai 1931 heiratete er Margot Schwarz. Um die Familie zu ernähren, nahm er 1932 eine Stelle als Zeichenlehrer am Kepler-Gymnasium in Ulm an. In der Folge war er als Aushilfslehrer an verschiedenen Schulen im Land beschäftigt.
1934 erhielt er Malverbot von den Nationalsozialisten und 1937 wurden in der Aktion „Entartete Kunst“ aus dem Stadtmuseum Ulm Grafiken Pflügers beschlagnahmt, einige davon zerstört.
Von 1940 bis 1945 war Pflüger Soldat und geriet während dieser Zeit in Kriegsgefangenschaft.
1946 erhielt er eine dauerhafte Anstellung in Saulgau. Bis zur Pensionierung 1969 unterrichtete er Kunst, Latein und Deutsch am dortigen Gymnasium. Ab 1972 arbeitete er für ein Jahr vertretungsweise als Kunsterzieher am Progymnasium in Mengen.

## Reisen
Pflüger unternahm viele Reisen. Die erste größere Reise führte ihn bereits 1927 mit dem Fahrrad nach Italien. Später bereiste er Spanien, Tunesien, Marokko und Frankreich, wo er sich 1968 ein Ferienhaus in der Provence baute.

## Werk
Sein Werk besteht aus unzähligen Zeichnungen, Lithografien, Ölgemälden; sein Schaffensschwerpunkt lag aber auf der Aquarellmalerei. Seine Werke signierte er mit dem Kürzel CP. Seine Bilder zeichnen sich durch Stimmung und atmosphärische Dichte anstelle fotografischer Genauigkeit aus. Pflüger soll, darauf angesprochen, dass Wirklichkeit und Abbildung bei seinen Werken nicht genau übereinstimmten, brummig geantwortet haben: „I mol a Bild!“ („Ich male ein Bild!“).
Mit diesem geflügelten Wort überschrieb das Heimatmuseum Mengen eine Ausstellung anlässlich Pflügers 111. Geburtstag im Jahre 2016.

## Ausstellungen
- 2005: „Zum Gedenken an Carl Pflüger“ – Städtische Galerie am Markt, Bad Saulgau[3]
- 2016: „I mol a Bild - Carl Pflüger zum 111. Geburtstag“ – Heimatmuseum Mengen